# Eglantina Zingg
Eglantina Zingg es una actriz, modelo, presentadora de televisión, emprendedora y defensora del cambio social venezolana, reconocida por sus contribuciones a la moda, los medios de comunicación y la filantropía.

## Biografía
Nacida en Caracas, Venezuela, Eglantina del Carmen Zingg Puppio proviene de una familia con un fuerte legado de innovación y cultura. Es hija de Hermann Zingg, un distinguido piloto y empresario venezolano, perteneciente a la prominente familia Zingg, conocida por su papel en el establecimiento de Mercedes-Benz en Venezuela. Su madre, Nieves Puppio, inculcó en Eglantina un profundo sentido de resiliencia y curiosidad cultural. Por herencia materna, Zingg es sobrina de la icónica diseñadora de moda Carolina Herrera, quien heredó una afinidad natural por el estilo y la influencia global. 
Criada entre la vibrante ciudad de Caracas y la belleza natural e indómita de la Amazonía venezolana, la crianza de Zingg le inculcó un profundo aprecio por la naturaleza, la diversidad y el poder transformador de la cultura. Estas experiencias formativas moldearían su multifacética carrera y su trabajo de impacto social. 
Zingg cursó sus estudios académicos en la Universidad de Florida y posteriormente perfeccionó su carrera en la prestigiosa Academia de Música y Arte Dramático de Londres (LAMDA), sentando las bases de una fusión perfecta entre educación, actuación y sensibilidad internacional. Con fluidez en español, inglés y francés, rápidamente se distinguió como una voz cosmopolita en los medios y el entretenimiento 
Su gran éxito llegó cuando se convirtió en la primera presentadora venezolana de MTV Latinoamérica, liderando programas emblemáticos como L’Gueveo y presentando los MTV Video Music Awards Latinoamérica y los MTV Movie Awards. Su carisma y autenticidad la elevaron rápidamente a nivel continental, abriéndole puertas a papeles en televisión, cine y grandes eventos mediáticos, como la conducción de Project Runway Latinoamérica, los Premios Pepsi Music Venezuela y Miss Venezuela 
Simultáneamente, Zingg forjó una exitosa carrera internacional como modelo, representada por Ford Models, desfilando en pasarelas de París, Milán, Madrid, Londres y Nueva York. Apareció en las portadas de Vogue, Elle, Marie Claire, GQ y Maxim, y colaboró con marcas de lujo como Vivienne Westwood, Carolina Herrera y Roberto Cavalli. En 2011, fue nombrada Icono de la Moda del Año y se convirtió en la imagen de la célebre campaña de la fragancia Lady Million de Paco Rabanne. Ese mismo año, fue nombrada embajadora global de la Semana de la Moda de Mercedes-Benz, lo que reafirmó su influencia en el mundo de la alta costura. 
Más allá de los focos, Zingg se consolidó como una líder de opinión y escritora, colaborando con The Huffington Post en temas que abarcan la moda, la cultura y el cambio social. Su trabajo ha sido reconocido por instituciones de todo el mundo; la Fundación Qatar la premió como Emprendedora Social por su labor pionera en el empoderamiento juvenil a través del deporte y la cultura.
A lo largo de los años, ha sido reconocida como creadora de tendencias, impulsora del cambio y embajadora cultural, aprovechando continuamente su plataforma para inspirar, empoderar e impulsar un cambio significativo a través de las fronteras.

## Momento destacado de su carrera
En 2013, condujo la tercera temporada de Project Runway Latin America y debutó como actriz en la película Secreto de confesión, dirigida por Henry Rivero y producida por Édgar Ramírez.

## Filantropía y Defensa
Zingg es la fundadora de Proyecto Paz Latinoamérica, una organización sin fines de lucro que promueve valores y liderazgo entre jóvenes de comunidades marginadas a través del deporte, la música y la cultura. Expandiendo su misión a nivel global, posteriormente lanzó Goleadoras.org, una iniciativa pionera dedicada a empoderar a las niñas a través del fútbol, fomentando el liderazgo, la confianza y la igualdad de género. Sus iniciativas han obtenido el apoyo de líderes y organizaciones globales, y su voz ha resonado en plataformas prestigiosas como la Asamblea General de las Naciones Unidas, la Iniciativa Global Clinton, el Banco de Desarrollo de América Latina y el Caribe (CAF), la Cumbre Concordia, WISE de la Fundación Qatar, Mujeres Imparables de Telemundo y Peace One Day.

## Empresas comerciales
En el ámbito empresarial, Zingg dirige Eglantina Zingg Inc., una empresa enfocada en medios e inversiones. En 2024, presentó la Colección Eglantina Zingg, una marca de estilo de vida que celebra la individualidad y la autoexpresión, comenzando con una línea de ropa de estar elegante y cómoda. También lanzó Eau de Ginger, un perfume emblemático inspirado en la vitalidad y la autenticidad, que se ha convertido en un pilar fundamental de la identidad y la filosofía de bienestar de su marca.
Como embajadora de marca, Zingg ha colaborado con Nike, impulsando iniciativas de empoderamiento comunitarias, y con Audemars Piguet, promoviendo la innovación y la transformación social.

## Filmografía
| Año  | Película / Novela                   | Personaje |
| ---- | ----------------------------------- | --------- |
| 2013 | Secreto de confesión                |           |
| 2012 | La casa del Dr. Redphone            |           |
| 2011 | Los caballeros las prefieren brutas |           |
| 2011 | Secreteando                         | Viviana   |

### Programas de televisión
| Año         | Programa                                         | Rol            |
| ----------- | ------------------------------------------------ | -------------- |
| 2013        | Project Runway Latin America - Tercera temporada | Conducción     |
| 2012 - 2013 | Manifesto - Glitz                                | Conducción     |
| 2012        | Premios Pepsi Music Venezuela                    | Copresentadora |
| 2012        | Miss Venezuela 2012                              | Conducción     |
| 2008        | E! Entertainment - E Glam Tour Show              | Conducción     |
| 2007        | BBC London Fashion Week Style Special            | Conducción     |
| 2007        | Red Carpet BRIT Awards                           | Conducción     |
| 2001 - 2005 | L'Güeveo - MTV Latin America                     | Coducción      |
| 2002        | Red Carpet MTV Movie Awards                      | Conducción     |

## Social Media
- Instagram: @eglantinazingg
- TikTok: @egantinazingg
- LinkedIn: Eglantina Zingg
- Twitter: @eglantinazingg